# Tarik Ali
Tarik Ali (Lahore, 21. listopada 1943.) je britansko-pakistanski filozof, autor, filmaš i povjesničar. Također je dugotrajni član uredništva časopisa New Left Review te povremeno piše za The Guardian, CounterPunch (SAD) i London Review of Books. Živi u Londonu.

## Život i rad
Ali se rodio 1943. godine u gradu Lahore, tada pod britanskom kolonijalnom vladavinom a od 1947. godine dijelom Pakistana. Roditelji su mu bili novinar Mazhar Ali Khan i aktivistica Tahira Mazhar Ali. Otac je prekinuo s konvencijama svoje obitelji dok je još bio student te je prigrlio komunizam, nacionalizam i ateizam. Ipak, učio je Tarika osnovama Islama kako bi mogao argumentirano govoriti protiv njega. 
Tijekom studiranja na sveučilištu Punjab, Tarik Ali je organizirao studentske prosvjede protiv pakistanske vojne diktature. Kako bi izbjegao višegodišnju zatvorsku kaznu, bio je prisiljen emigrirati u Englesku. Studirao je politiku i filozofiju na Exeter fakultetu.
Imao je značajnu ulogu u studentskoj udruzi 1968. godine te u prosvjedima protiv Vijetnamskog rata. Kasnije je sudjelovao u uredništvu časopisa političke protu-kulture Black Dwarf. Godine 1968. priključio se Međunarodnoj marksisitičkoj grupi (MMG). Godine 1970. stupio je u kontakt s Johnom Lennonom, s kojim je znao raspravljati o svijetu. Lennonova pjesma „Power to the People“ došla je kao inspiracija nakon intervjua s Alijem.
Henry Kissinger i Michael Stewart samo su neke javne ličnosti koje su sudjelovale u javnim raspravama s njim, što mu je donijelo političko priznanje. Naknadno je postao član uredništva lijevo orijentiranog časopisa New Left Review.
Godine 1980., nakon raskola, napustio je MMG, a pokušao je pristupiti Laburističkoj stranci, ali nije primljen. Od tog razdoblja, radi kao socijalist, ateist, filozof, anti-imperijalist i filmaš. Kao pisac, često je raspravljao o sukobima zapadnog društva i islamskog svijeta. Prvi roman, Iskupljenje, objavio je 1991. godine. Slijedili su romani „Sjena narova drveta“ i „Sultan u Palermu“.
Napadi 11. rujna 2001. godine potaknuli su ga da napiše knjigu „Sukob fundamentalizama“ 2002. godine gdje je iznio kontroverzan stav da se danas radi o „sukobu dviju vrsta fundamentalizma, religije i imperijalizma“. Godine 2003. objavio je također kritičnu knjigu, „Bush u Babilonu“, u kojoj je kritizirao Rat u Iraku kao pokušaj zauzimanja Iraka, države bogate naftom, radi osiguranja novog tržišta. Iznio je i općenito negativne stavove o američkoj i izraelskoj politici na Bliskom istoku. 
Godine 2010. bio je gost i predavač na Subversive Film Festivalu u Zagrebu na temu „Socijalizam zaslužuje drugu priliku“.
Godine 2013., u intervju za Slobodnu Dalmaciju, je iznio ideju o stvaranju Balkanske konfederacije koja bi obuhvaćala države bivše SFR Jugoslavije, te Bugarsku i Grčku. Ali vjeruje da takva konfederacija nije da se stvori novi balkanski nacionalizam, nego da države Balkana uspostave međusobne veze kako bi se mogle oduprijeti velikim europskim silama.

## Djela
- Pakistan: Military Rule or People's Power (1970.)
- The Coming British Revolution (1971.)
- 1968 and After: Inside the Revolution (1978.)
- Chile, Lessons of the Coup: Which Way to Workers Power (1978.)
- Trotsky for Beginners (1980.)
- Can Pakistan Survive?: The Death of a State (1983.)
- Who's Afraid of Margaret Thatcher? In Praise of Socialism (1984.)
- The Stalinist Legacy: Its Impact on 20th-Century World Politics (1984.)
- The Nehrus and the Gandhis: An Indian Dynasty (1985)
- Street Fighting Years: An Autobiography of the Sixties (1987.)
- Revolution from Above: Soviet Union Now (1988.)
- Iranian Nights (1989.)
- Moscow Gold (1990.)
- Redemption (1990.)
- Can Pakistan Survive? The Death of a State (1991.)
- Shadows of the Pomegranate Tree (1992.)
- Necklaces (1992.)
- Ugly Rumours (1998.)
- 1968: Marching in the Streets (1998.)
- Fear of Mirrors (1998.)
- The Book of Saladin (1998.)
- Trotsky for Beginners (1998.)
- The Stone Woman (2000.)
- Masters of the Universe: NATO's Balkan Crusade (2000.)
- Clash of Fundamentalisms: Crusades, Jihads and Modernity (2002)
- Bush u Babilonu (2003.)
- Street-Fighting Years: An Autobiography of the Sixties (2005.)
- Speaking of Empire and Resistance: Conversations with Tariq Ali (2005.)
- Rough Music: Blair, Bombs, Baghdad, London, Terror (2005.)
- Conversations with Edward Said (2005.)
- A Sultan in Palermo (2005.)
- The Leopard and the Fox (2006.)
- Pirates of the Caribbean: Axis of Hope (2006.)
- A Banker for All Seasons: Bank of Crooks and Cheats Incorporated (2007.)
- The assassination: Who Killed Indira G? (2008.)
- The Duel: Pakistan on the Flight Path of American Power (2008.)
- The Protocols of the Elders of Sodom: and other Essays (2009.)
- The Idea of Communism (2009.)
- Night of the Golden Butterfly (2010.; 5. u "Islam Kvinteta").
- The Obama Syndrome: Surrender at Home, War Abroad (2010.)
- On History: Tariq Ali and Oliver Stone in Conversation (2011.)
- Kashmir: The Case for Freedom (2011.)
- The Extreme Centre: A Warning (2015.)

## Vanjske poveznice
- Službena stranica  Arhivirana inačica izvorne stranice od 9. kolovoza 2018. (Wayback Machine)
- New Left Review
- Intervju  Arhivirana inačica izvorne stranice od 3. srpnja 2007. (Wayback Machine)